# Гренландска фока
Гренландска фока (Pagophilus groenlandicus), позната и као фока харфиста (енгл. harp seal) или седласта фока (енгл. saddleback seal), је врста праве фоке (или безухе фоке), пореклом из најсевернијег дела Атлантског и Северног леденог океана. Првобитно у роду Phoca с низом других врста, пребачена је у монотипски род Pagophilus 1844. На латинском, њено научно име значи „љубитељ леда са Гренланда“, а њен таксономски синоним, Phoca groenlandica у преводу значи „гренландска фока".

## Опис
Одрасла фока има чисто црне очи. Има сребрно сиво крзно које прекрива тело, са црном мрљом облика харфе или јадца (спојене кључне кости птица, облика латиничног слова В.) на леђима. Одрасле фоке нарасту на 1,7 до 2,0 м и теже од 115 до 140 кг.  Штене гренландске фоке на рођењу често има жуто-белу длаку од амнионске течности, али након једног до три дана, длака постане бела и остаје бела током 2-3 недеље, све до првог лињања.  Младе фоке имају сребрно-сиво крзно посуто црним пегама.

## Физиологија
Гренландске фоке сматрају се сексуално диморфним, јер су мужјаци нешто већи и украшенији. Мужјаци теже у просеку 135 кг и достижу дужину до 1,9 м, док женке теже у просеку 120 кг и достижу до 1,8 м. Мужјаци углавном имају јасније ограничену леђну ознаку у облику харфе и тамнију главу, док неке женке никад не развијају тај знак и остају пегаве.

### Роњење
У поређењу са другим правим фокама, гренландска фока рони од плитких до умерено великих дубина. Дубина урањања зависи од сезоне, доба дана и локације. У популацији Гренландског мора просечна стопа роњења је око 8,3 зарона на сат, а роњење се креће од дубине испод 20 до преко 500 м.  Трајање роњења креће се од мање од 2 минута до нешто више од 20 минута.  Током пролећа и лета када фоке траже храну уз паковани лед на Гренландском мору, већина зарона је мања од 50 метара. У касну јесен и зиму откривено је да се дубина роњења повећава, посебно у Данском пролазу, гдје је установљено да је средња дубина зарона за 141 м. 
Женке које доје проводе око 80% времена у води и 20% времена лежећи на брзом леду или у непосредној близини својих штенаца. Међутим, готово половина времена проведеног у води је на површини, што је знатно више него довољно да се опорави од зарона.  Оваквим понашањем се омогућава да мајка фока штеди енергију и избегне тешке услове брзог леда, а да притом остане у непосредној близини свог штенета. Као и код већине фокида, мајци је потребна огромна количина енергије како би се осигурао довољан пренос масе на растућу, непокретну штенад, али оне ипак остају у границама аеробног зарона за 99% зарона. 

### Терморегулација
Гренландске фоке комбинују анатомске и бихејвиоралне приступе за управљање телесном температуром, уместо да повећавају брзину метаболизма и потребе за енергијом.  Сматра се да је њихова нижа критична температура испод -10 °C у ваздуху.  Сало изолује труп гренландске фоке, али не и пераја, уместо тога пераја се ослањају на циркулационе адаптације како би се спречио губитак топлоте.  Густи слој сала изолује њихово тело и даје енергију када је хране мало или током поста.  Сало такође обликује тело за ефикасније пливање. Смеђа масноћа греје крв док се враћа са површине тела и пружа енергију, што је најважније за тек рођене штенце. 
Пераја делују као измењивачи топлоте, загревајући или хладећи фоку по потреби. На леду, фока може да притисне предња пераја уз тело и стражња једно уз друго како би умањио губитак топлоте.  Такође могу да преусмере проток крви са периферије како би умањили губитак топлоте. 

### Чула
Очи гренландске фоке велике су за ту величину тела и садрже велико сферно сочиво, што побољшава њену способност фокусирања. Њена зеница је покретна да би јој се помогло да се прилагоди интензивном сјају арктичког леда. На њеној мрежњачи доминирају штапићи и иза ње је рефлективни tapetum lucidum (као код мачке), појачавајући њену слабу осетљивост на светло. Конуси су најосетљивији на плаво-зелени спектар, док штапићи региструју интензитет свјетла и могу пружити разликовање боја. Рожњача је подмазана сузним жлездама, како би се заштитило око од оштећења морском водом. Недостатак сузних канала за испуштање секрета у носне пролазе доприносе да се гренландске фоке формирају "очне прстенове" на копну. Ово може бити показатељ нивоа хидратације фоке. 
На леду, мајка идентификује своје потомство по мирису. Ово чуло такође може упозорити на предатора који се приближава. Под водом фока затвара носнице и ништа не мирише. 
Њени бркови, које се називају vibrissae, леже у водоравним редовима са обе стране њушке. Обезбеђују осећај додира са означеним кодирањем линија и под водом, такође реагују на вибрације ниске фреквенције, као што је кретање. 

### Дијета
Слично као код већине фока, гренландска фока има месождерску исхрану.  Имају разнолику исхрану која укључује неколико десетина врста риба и бескичмењака.  Популација Белог мора се лети сели на север да би се обилно хранила у Баренцовом мору, где уобичајени плен укључује крил, капелин (Mallotus villosus), харинге (Clupea harengus), пљоснатице и бакаларе.  Познато је да гренландске фоке показују одређену склоност плену, мада састав њихове прехране зависи од доступности (обиља) плена.  Анализа прехране и доступности плена за популацију Свалбарда утврдила је да се ова популација храни претежно крилом, а уско их прати поларни бакалар (Arctogladus glacialis).  Неке јединке из популације Гренландског мора евидентиране су да се хране у Баренцовом мору заједно са субпопулацијом Белог мора током касног лета и јесени.  У прехрани популације Барецовог мора доминирају харинге и поларни бакалар, али ови туљани показују негативну склоност према крилу и амфиподима, за шта се сматра да је резултат њихове склоности ка дубљим заронима.  У западном северноатлантском сегменту популације, храњење се одвија у близини Њуфаундленда и на његовој обали. Најпожељнији плен укључује арктички бакалар (Boreogadus saida), капелин, гренландски муњаш (Reinhardtius hippoglossoides) и амерички мрак (Hippoglossoides platessoides).  Као и код осталих популација и подручја за храњење, прехрана варира у зависности од удаљености од обале. Арктички бакалар даје већи постотак прехране у близини обале, док је капелин изразитији даље од обале.  Капелин се, међутим, сматра омиљеним пленом на обе локације. 

## Животни циклус
Гренландске фоке проводе релативно мало времена на копну у поређењу с временом на мору. То су друштвене животиње и могу бити прилично гласне у групама. Они формирају велике колоније, унутар којих се верује да се формирају мање групе са сопственом хијерархијом.  Групе од неколико хиљада формирају се током сезоне рађања и парења.  Гренландске фоке могу да живе преко 30 година у дивљини. 
На леду, младунци дозивају своје мајке „викањем“ и „мрмљањем“ док се играју са другима. Одрасли "реже" и "трепере" како би отерали конкуренте и грабљивице.  Под водом су забележене одрасле јединке које су користиле више од 19 врста вокализације током удварања и парења. 

### Репродукција и развој
Гренландска фока се размножава на брзом леду и верује се да има промискуитетни систем парења.  Размножавање се одвија између средине фебруара и априла.  Врхунац удварања је средином марта и укључује мужјаке који изводе подводне приказе, користећи мехуриће, вокализације и покрете шапа за удварање женкама. Женке, које остану на леду, одупиру се копулацији осим ако нису под водом. 
Женке сазревају сексуално у доби од пет до шест година.  Након тога, оне могу да роде једно штене годишње, обично крајем фебруара.  Гестацијски период траје око 11,5 месеци, са фазом развоја плода од 8 месеци.  Забележени су случајеви рођења близанаца, али јединци су знатно чешћи. Оплођено јаје расте у ембрион који остаје суспендован у материци до три месеца пре имплантације, да би одложио рођење док се не нађе довољно паковања леда. 
Порођаји гренландске фоке су брзи, са забележеним дужинама у трајању од само 15 секунди.  Да би се изборило са шоком због брзе промене температуре околине и неразвијених слојева сала, штене се ослања на соларно грејање и реакције, попут дрхтања или тражења топлоте у сенци или чак у води. 
Новорођенчад у просеку тежи 11 килограма и дугачка је 80–85 cm.  Након рођења, мајка храни само сопствено штене. Током приближно 12-дневног периода дојења мајка не лови и губи до 3 килограма дневно.  Млеко гренландске фоке у почетку садржи 25% масти (тај број се повећава до 40% до краја дојења док мајка пости), а млади добијају преко 2,2 килограма на дан док сисају, брзо задебљавајући свој слој сала.  За то време, под белим крзном новорођенчади расте сиво крзно младих, а штене повећава тежину на 36 кг. Одвикавање је нагло; мајка се од дојења окрече промискуитетном парењу, остављајући штенад на леду. Док удварање почиње на леду, парење се обично одвија у води.
Након напуштања, у фази након одвикавања, штенад мирује да би се сачувала телесне масноће. У року од неколико дана, она збацују свој бели капут стигавши до фазе "ударача".  Ово име долази од звука који реп младунца прави док туљан учи да плива.  Млади се почињу хранити већ са 4 недеље старости, али и даље црпу из унутрашњих извора, ослањајући се најпре на ускладиштену енергију у телесном језгру, а не на заштитно сало.  За то време лед се почиње топити остављајући их рањивим поларним медведима и другим предаторима. Овим постом може се смањити њихова тежина до 50%. Чак 30% штенаца умре током своје прве године, делом због ране непокретности на копну. 
Око 13-14 месеци, штене се поново љиња и постаје „бедамер“.  Млади се лињају неколико пута, добијајући "пегаву харфу" на леђима, пре него што се крзно одраслих гренландских фока са харфом на леђима у потпуности појави после више година (или уопште не код женки). 
Туљани се сваке године окупљају на леду да би се лињали, порађали и парили пре сеобе на летња хранилишта. Њихов животни век може бити преко 30 година. 

## Дистрибуција
Укупна глобална популација гренландских фока процењује се на око 2,25 до 3 милиона јединки, са 3 различита узгојна подручја: 500.000–800.000 јединки у североисточном Атлантику, 100.000–150.000 у Гренландском мору и 1–1,57 милиона у северозападном Атлантику.  Процењује се да највећа популација у северозападном Атлантику годишње произведе 250.000–400.000 младих.  Због њихове зависности од паковања леда за узгој, распон гренланских фока је ограничен на подручја где се паковани лед сезонски формира.  Западна северноатлантска популација, која је највећа, налази се уз обалу источне Канаде.  Ова популација је даље подељена у два одвојена крда на основу места узгоја. Предње крдо се размножава уз обалу Лабрадора и Њуфаундленда, а Заливско крдо у близини Магдаленских острва усред залива Сент Лоренс. Друга популација се размножава на "Западном леду" крај источног Гренланда. Трећа популација се размножава на „Источном леду“ у Белом мору, који је уз северну обалу Русије испод Баренцовог мора. Размножавање се одвија између средине фебруара и априла и варира донекле за сваку популацију.  Три су популације алопатричне и не мешају се. 
Постоје две признате подврсте: 
- Pagophilus groenlandicus groenlandicus - источна Канада до Норвешке

- Pagophilus groenlandicus oceanicus - Бело и Баренцово море

### Миграције и лутање
Гренландске фоке су изразито номадске. Популација северозапада редовно се креће до 4.000 километара североисточно ван сезоне размножавања;  једна јединка била је нађена уз северну норвешку обалу, 4.640 километара источно-североисточно од места где је обележена. Њихова навигациона способност је велика, а добар вид важан фактор. Повремено се налазе као луталице, јужно од свог уобичајеног распона. У Великој Британији забележено је укупно 31 скитница (залутала фока) између 1800. и 1988. 
Недавно, ове фоке су стигле до Линдисфарна у Нортамберленду у септембру 1995. године,  и Шетландских острва 1987. Ово последње је повезано са масовним кретањем гренландских фока у норвешке воде; до средине фебруара 1987. године 24.000 пријављено је утопљено у рибарским мрежама и можда је 30.000 (око 10% светске популације) стигло у фјордове на југ чак до Осла. Животиње су биле измршавеле, вероватно због тога што су се такмичиле са људима за свој плен.
Гренландске фоке могу се насукати на обалама Атлантика, често у топлијим месецима, због дехидрације и оптерећења паразитима.  Ове фоке често једу снег да би остале хидриране, али у благим зимама нема довољно снега на располагању. Неколико центара је активно у спашавању и рехабилитацији туљана, укључујући ИФАВ (енгл. International Fund for Animal Welfare), НОАА (енгл. National Oceanic and Atmospheric Administration) и New England Aquarium. Гренландске фоке заштићене су Законом о заштити морских сисара (енгл. Marine Mammal Protection Act) у Сједињеним Државама.

### Лов на туљане
Све 3 популације се комерцијално лове, углавном Канада, Норвешка, Русија и Гренланд. 
У Канади је сезона комерцијалног лова од 15. новембра до 15. маја. Већина лова догађа се крајем марта у заливу Сент Лоренс и током прве или друге недеље априла у Њуфаундленду, на подручју познатом као "Фронт". Овај врхунски пролећни период се генерално назива "канадским ловом на туљане". Лов на канадске беле капуте (младунце) забрањен је од 1987. Од 2000. године, фоке које су циљане током лова често су старе мање од годину дана, познати као "ударачи".  2006. године лов у Сент Лоренсу званично је почео 25. марта због танког леда проузрокованог блажим температурама у години. Инуити који живе у региону лове углавном за храну и у мањој мери за трговину. 
У 2003. години, трогодишња квота коју је одобрило Министарство за рибарство и океане (енгл. Department of Fisheries and Oceans) повећана је на 975.000, са максимално 350.000 у било које две узастопне године. У 2006. години убијено је 325.000 гренландских фока, као и 10.000 фока с капуљачом и 10.400 сивих фока. Додатних 10.000 животиња додељено је ловцима Првих Нација.
2005. године, Независна радна група за ветеринарство (енгл. Independent Veterinarians' Working Group) препоручила је поступак у три корака за ловце да убију туљане уз мало или никакву бол за туљане, све док се процес брзо оконча.  Процес је следећи:
1. Омамите фоку ударцем по глави помоћу алата, попут пушке или палице, да бисте животињу одмах убили или натерали да трајно изгуби свест.
2. Уверите се да је корак 1 правилно изведен и да је лобања неповратно оштећена.
3. Прережите аксиларне артерије дуж оба пазуха и пресеците трбух да бисте спречили да крв доспе до мозга, потврђујући њену смрт.

2009. године овај поступак је укључен у „Услове дозволе“ за Канадски лов, као и канадске уредбе о морским сисарима.
Канадски лов на туљане надгледа канадска влада. Иако се око 70% лова одвија на "Фронту", већина приватних посматрача усредсређена је на лов на Сент Лоренсу, због погоднијег положаја.
Око 70.000–90.000 животиња уловљено је из популације уз обалу Гренланда. 
Укупни дозвољени улов (ТАЦ) за Западни лед из 2004. године износио је 15.000, што је скоро дупло више од одрживог улова од 8.200. Стварни улов био је 9.895 у 2004. години и 5.808 у 2005. години.  ТАЦ Белог мора 2004. године био је 45.000. Улов је био 22.474. 

### Кретање популације
Лов је имао значајан утицај на величину популације гренландских фока. У протеклих 150 година, број гренландских фока колебао се са преко 9 милиона на само један милион.  Од 2016. године тренутна популација се процењује на 7,4 милиона. 
Сада су на снази ограничења лова за ове животиње.  Откривено је да је популација северозападног Атлантика смањена за најмање 50 процената у периоду од 1952. до 1970. године. Популације се такође мењају у погледу дистрибуције и откривено је да су захватиле подручја као што је Северна Норвешка.  Инвазије гренландских фока штете рибарству тог подручја.